# 닉 키리아지스
닉 키리아지스(Nick Kiriazis, 1969년 6월 9일 ~ )는 미국의 텔레비전 배우, 배우이다.
매디슨에서 태어났다.

## 영화
- 슈퍼히어로 (2008년)
- 틴 컵 (1996년)
- 비버리힐즈의 아이들 (1990년)